# Centroclisis odiosa
Centroclisis odiosa är en insektsart som först beskrevs av Navás 1932.  Centroclisis odiosa ingår i släktet Centroclisis och familjen myrlejonsländor. Inga underarter finns listade i Catalogue of Life.